# Władysław Podkowiński
Władysław Ansgary Podkowiński, pseudonim „Andrzej Ansgary” (ur. 4 lutego 1866 w Warszawie, zm. 5 stycznia 1895 tamże) – polski malarz i ilustrator, prekursor impresjonizmu w Polsce. Miał przyrodniego brata, także malarza, Michała du Lauransa (1873-1958).

## Życiorys

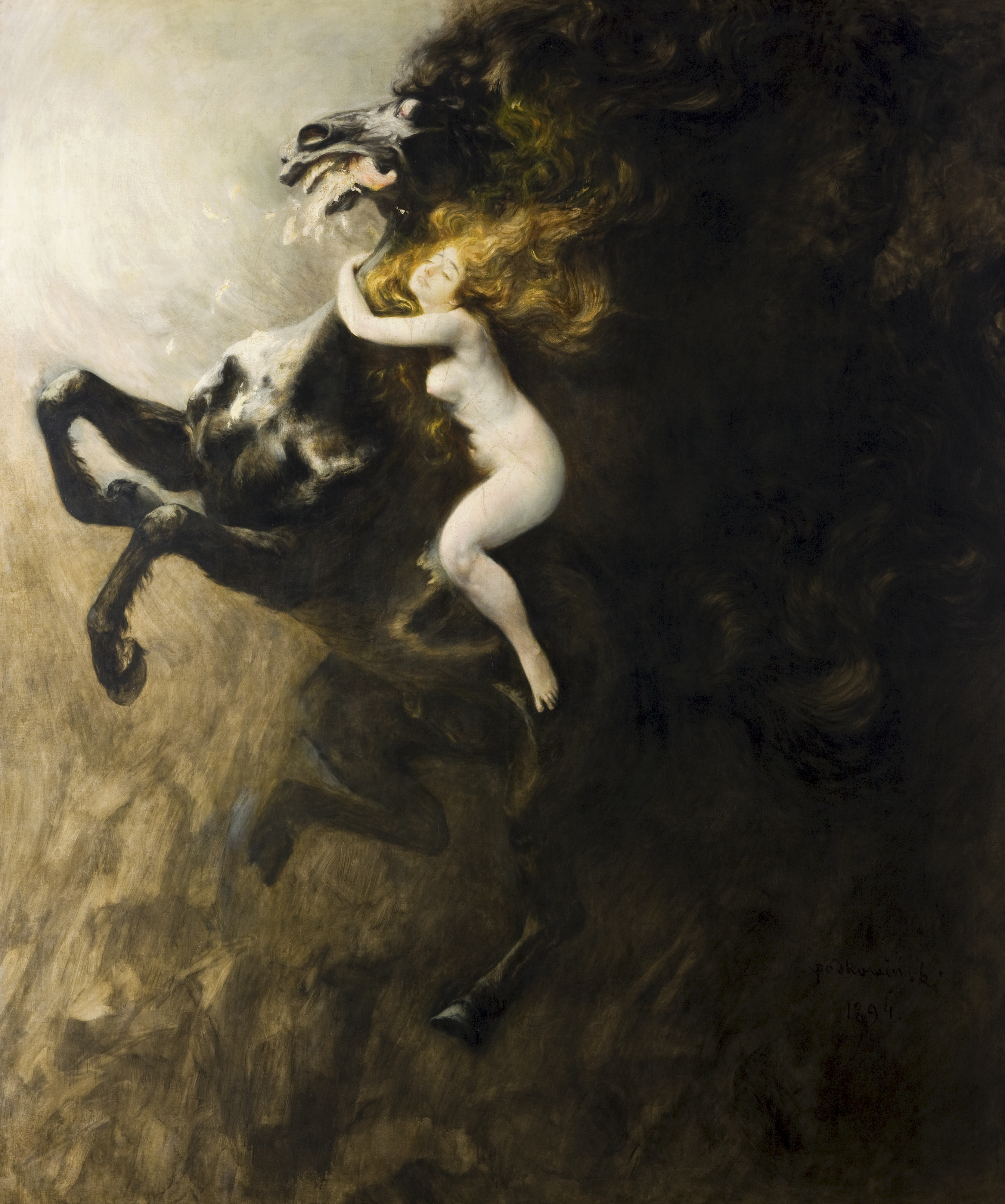
Szał uniesień, 1894

Syn Antoniego Łukasza Podkowińskiego, konduktora drogi żelaznej (ur. w 1825 r. w Klwowie, zginął w wypadku kolejowym pod Piotrkowem Trybunalskim w 1866 niedługo po urodzeniu syna) oraz Walerii Marii Gardowskiej (ur. w 1846 r. w Warszawie, zm. tamże 1935). Ich ślub miał miejsce 27 kwietnia 1865 r. w warszawskiej parafii Św. Krzyża. Ojciec artysty mieszkał w tym czasie w Warszawie przy ul. Wielkiej 1440, a matka przy Chmielnej 1559.
Po śmierci męża Waleria nie wyszła ponownie za mąż. W roku 1873 urodziła jednak nieślubnego syna Michała Wilhelma, który był owocem jej nieformalnego związku z Wilhelmem Napoleonem Michałem du Lauransem, pracownikiem Kolei Warszawsko-Wiedeńskiej. W roku 1880 Michał został uznany przez ojca i przyjął nazwisko du Laurans. Był malarzem, podobnie jak Władysław. Specjalizował się w portretach. 
Dziadkami Podkowińskiego ze strony ojca byli ur. w Łęgonicach tkacz Adrian Mikołaj Podkowiński vel. Podkowiak (zm. 1864 w Klwowie; syn tkacza Rocha Podkowiaka i Marianny, zamieszkałych w Sulgostowie) oraz Teodora (w aktach metrykalnych zapisywana także jako Teofila lub Teodozja) Łomża/Łomżyńska, córka Andrzeja i Marianny (zm. 1839 w wieku ok. 32 lat). Małżeństwo zawarto w parafii Klwów w 1824 r. Po śmierci pierwszej żony Mikołaj powtórnie wstąpił w związek małżeński z wdową Marianną Kolibabską (ślub w Klwowie w roku 1840).
Dziadkowie Podkowińskiego ze strony matki to Walenty Gardowski, majster siodlarski i fabrykant pojazdów, ur. w 1815 r. w Sadłowie, syn majstra krawieckiego Jana Gardowskiego i Katarzyny Derybowskiej (ślub w roku 1811, Sadłowo) oraz Antonina Aleksandra Szlążkiewicz ur. w Warszawie przy ul. Topiel 2815 w roku 1822, córka Jana Szlążkiewicza, stolarza z Wilanowa i Petroneli z Grudzińskich (ślub w Warszawie w roku 1819). Walenty Gardowski i Antonina Szlążkiewicz związek małżeński zawarli w Warszawie na Starym Mieście w roku 1842.
Ojcem chrzestnym Walerii Gardowskiej był książę Napoleon Adam Światopełk-Mirski h. Białynia (?-1861), dziedzic dóbr Zawierz w guberni kowieńskiej.
Władysław Podkowiński został ochrzczony 2 kwietnia 1866 w parafii św. Krzyża w Warszawie, a jego ojcem chrzestnym był Polikarp Szlążkiewicz, absolwent Instytutu Gospodarstwa Wiejskiego i Leśnictwa w Marymoncie.
Władysław Podkowiński ukończył III Gimnazjum w Warszawie. Początkowo uczył się w szkole kolejarskiej. Następnie studiował w latach 1882–1884 w warszawskiej Akademii Sztuk Pięknych (zwanej wtedy Klasą Rysunkową) u Wojciecha Gersona i Aleksandra Kamińskiego, następnie (od 1885) w Akademii Petersburskiej, po czym w latach 1889–1890 przebywał w Paryżu. Od 1890 do przedwczesnej śmierci mieszkał w Warszawie. W latach 1890–1895 zajmował pracownię w pałacu Kossakowskich przy ulicy Nowy Świat 19. Namalował tam, patrząc z okna w stronę Krakowskiego Przedmieścia, znany obraz Ulica Nowy Świat w Warszawie w dzień letni (1892; patrz sekcja Galeria). Od 1894 roku rysował ilustracje do warszawskiej prasy.

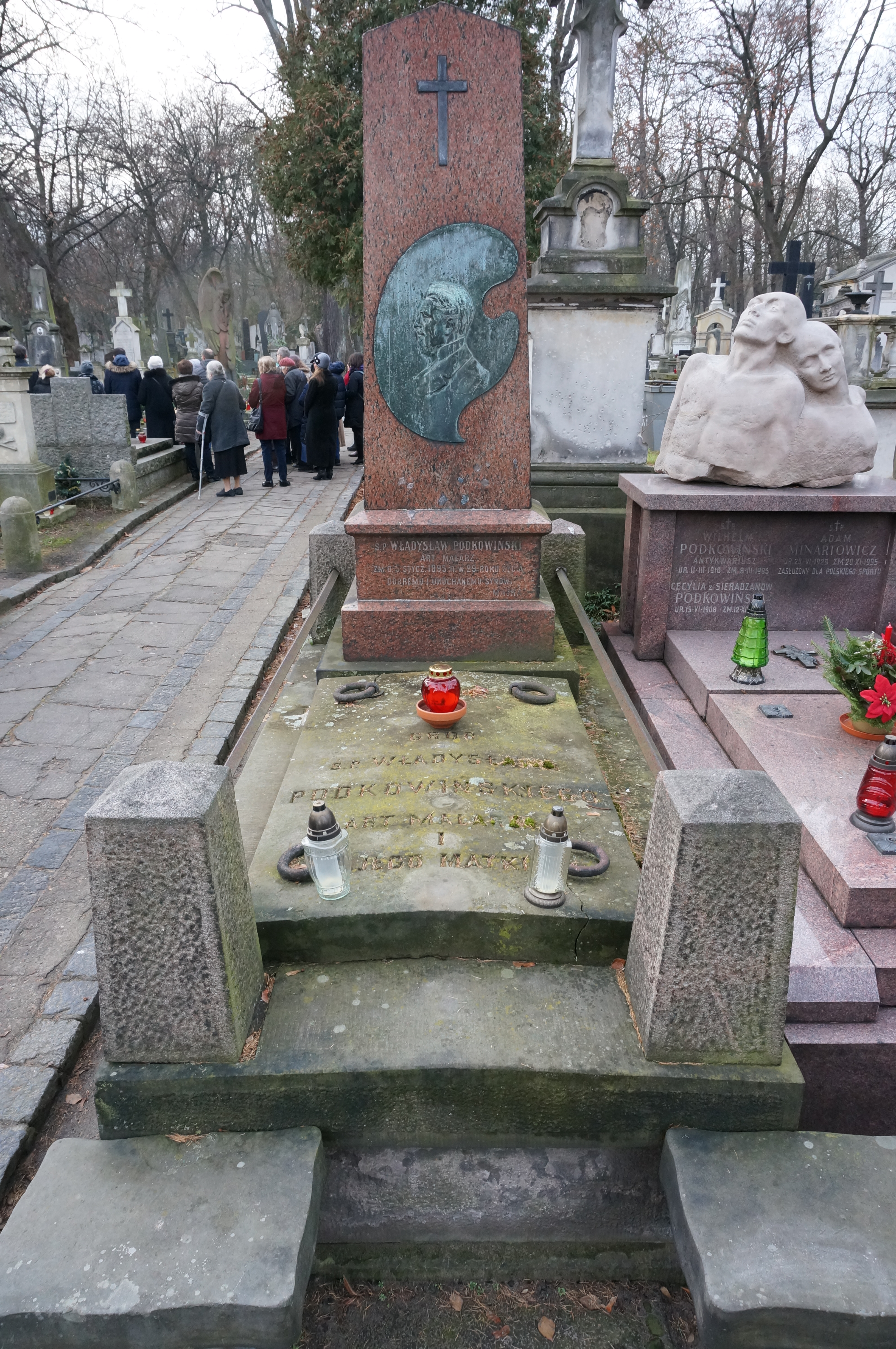
Grób Władysława Podkowińskiego na cmentarzu Powązkowskim

Jako malarz skłaniał się od czasu pobytu w Paryżu ku impresjonizmowi, zaś pod koniec życia, w wyniku przeżyć osobistych (nieuleczalna choroba) skłonił się ku symbolizmowi. Uprawiał malarstwo olejne. Malował pejzaże, sceny figuralne, portrety, obrazy symboliczne.
Jego najbardziej znanym obrazem jest głośny i szokujący mu współczesnych Szał uniesień, przedstawiający nagą kobietę na koniu stającym dęba, wystawiony po raz pierwszy przez warszawskie Towarzystwo Zachęty Sztuk Pięknych w atmosferze skandalu. Podkowiński pociął obraz tuż przed planowanym zamknięciem wystawy; motywy jego decyzji pozostają niejasne.
Bezkompromisowa postawa artysty, a w jej konsekwencji niedostatki materialne doprowadziły do ciężkiej choroby płuc zakończonej przedwczesną śmiercią w wieku 29 lat. Pośmiertna legenda uczyniła Podkowińskiego polskim artiste maudit („artystą przeklętym”).
Podkowiński był też rysownikiem, tworzącym dla warszawskich czasopism ilustrowanych. Rysował dla takich tygodników, jak „Biesiada Literacka”, „Kłosy”, „Tygodnik Ilustrowany”, „Wędrowiec”. Ilustrował również książki i kalendarze.
Został pochowany na cmentarzu Powązkowskim (kwatera 22-3-30).

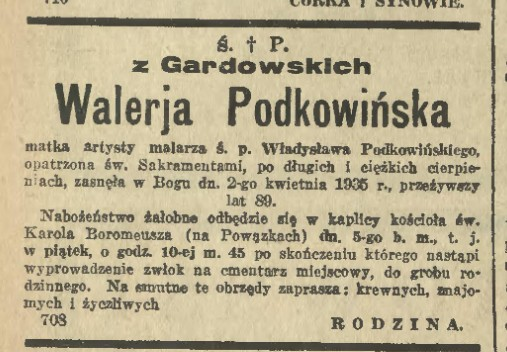
Nekrolog Walerii Podkowińskiej, matki Władysława Podkowińskiego, w Kurierze Warszawskim w 1935 r.

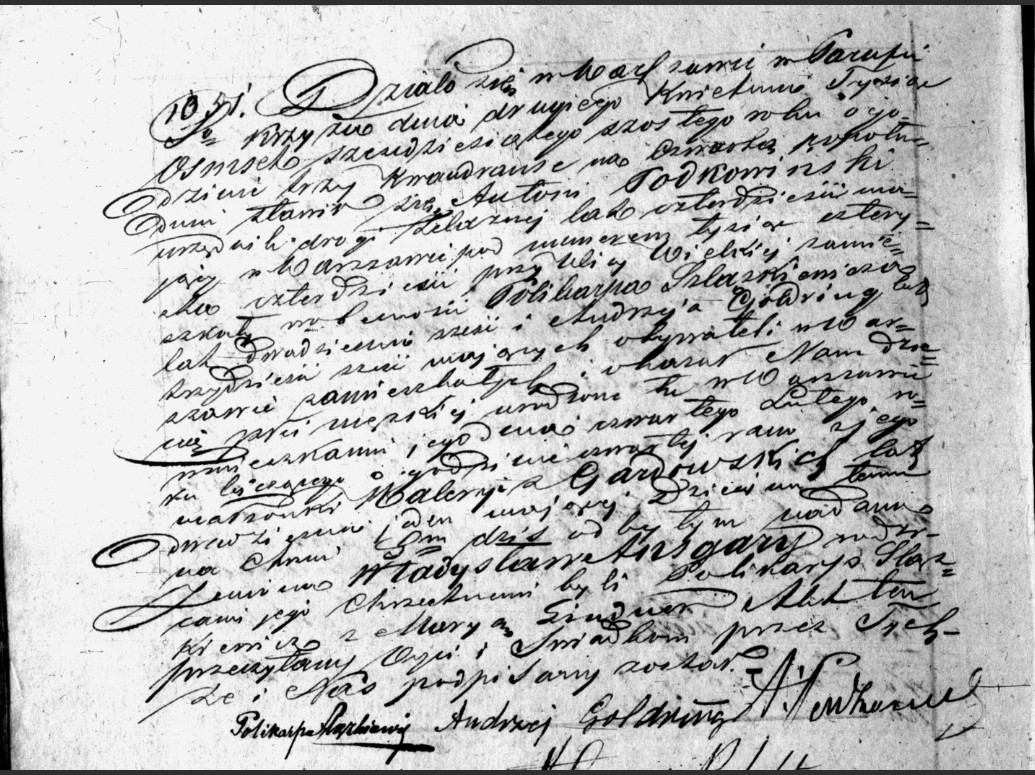
Akt chrztu Władysława Podkowińskiego

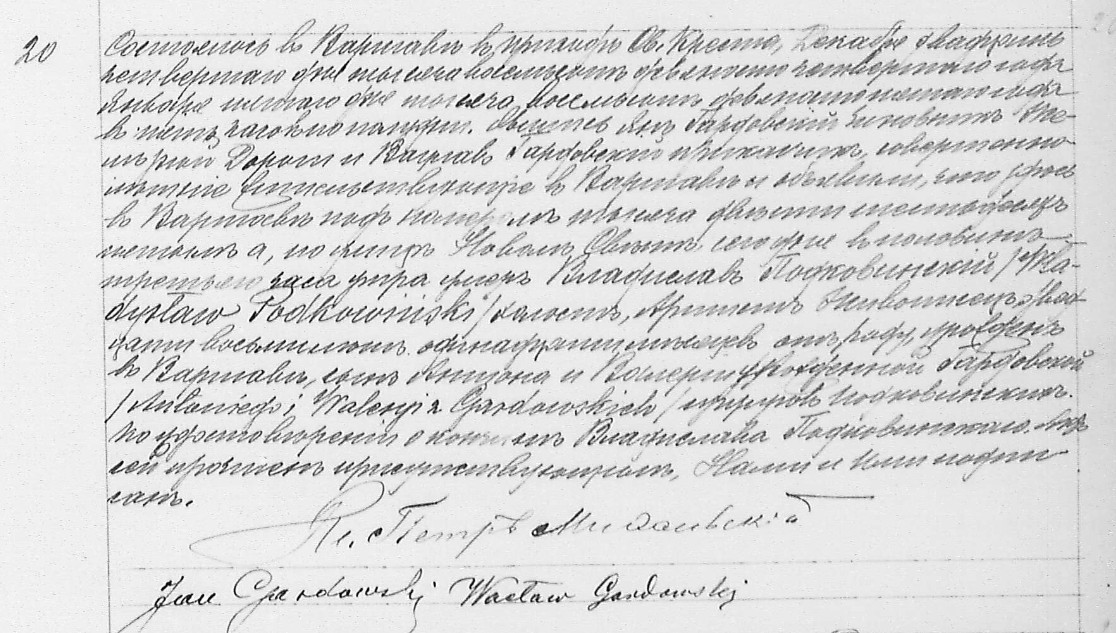
Akt zgonu

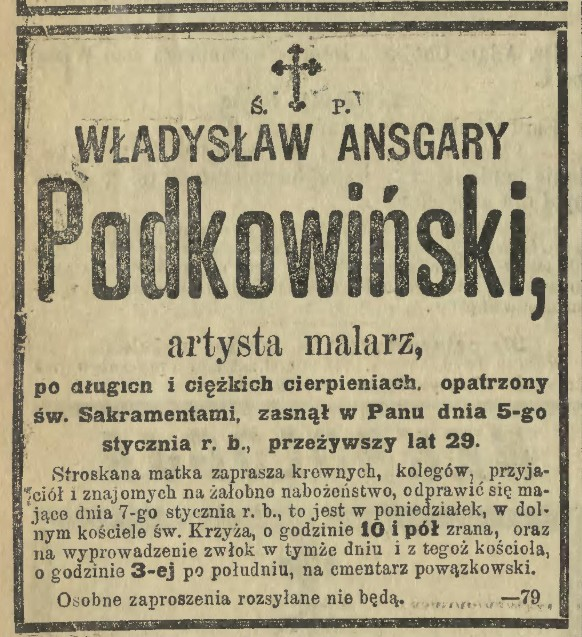
Nekrolog

## Upamiętnienie
- Jest patronem Zespołu Szkół w Mokrej Wsi[22].

- 24 czerwca 2023 roku na terenie pałacu w Chrzęsnem odsłonięto pomnik, upamiętniający Władysława Podkowińskiego[23].

## Galeria

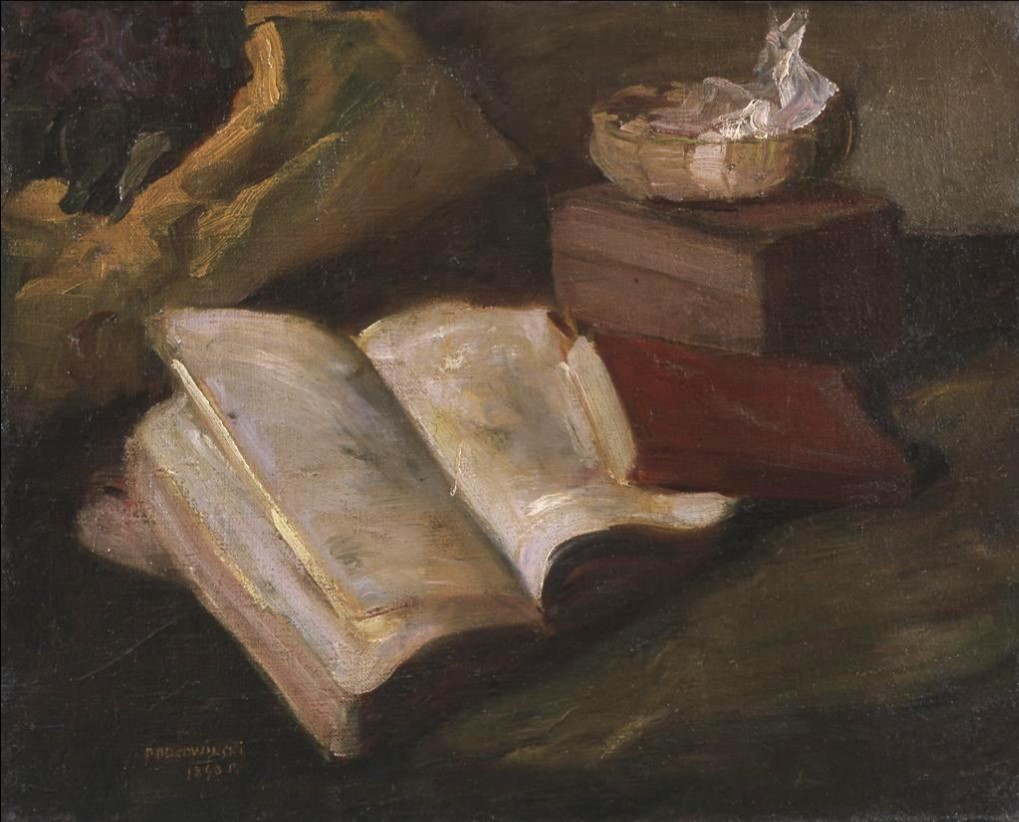
Martwa natura z czerwoną książką 1890, Muzeum Śląskie w Katowicach
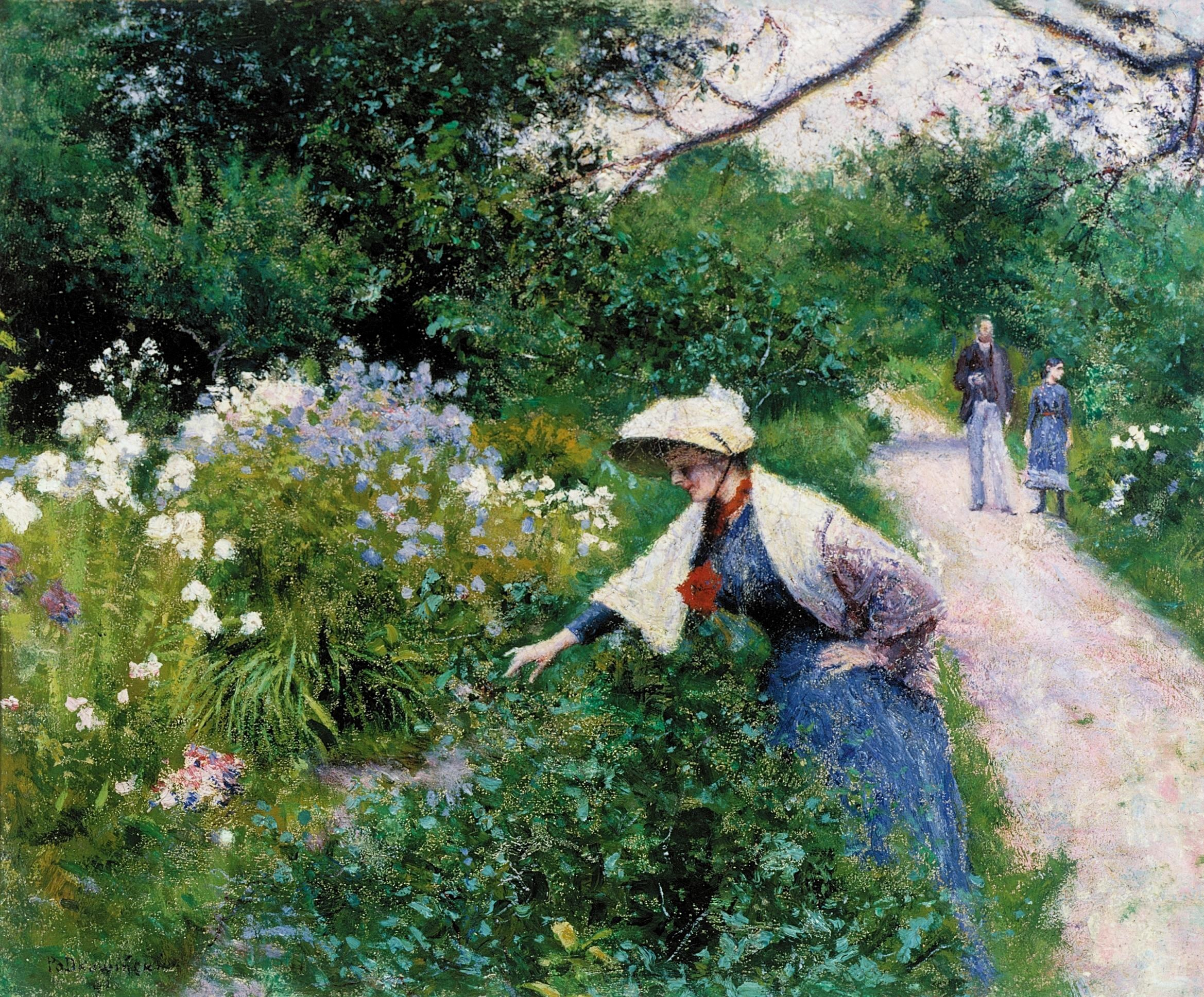
W ogrodzie przy klombie (W agreście) 1891, Muzeum Narodowe w Poznaniu
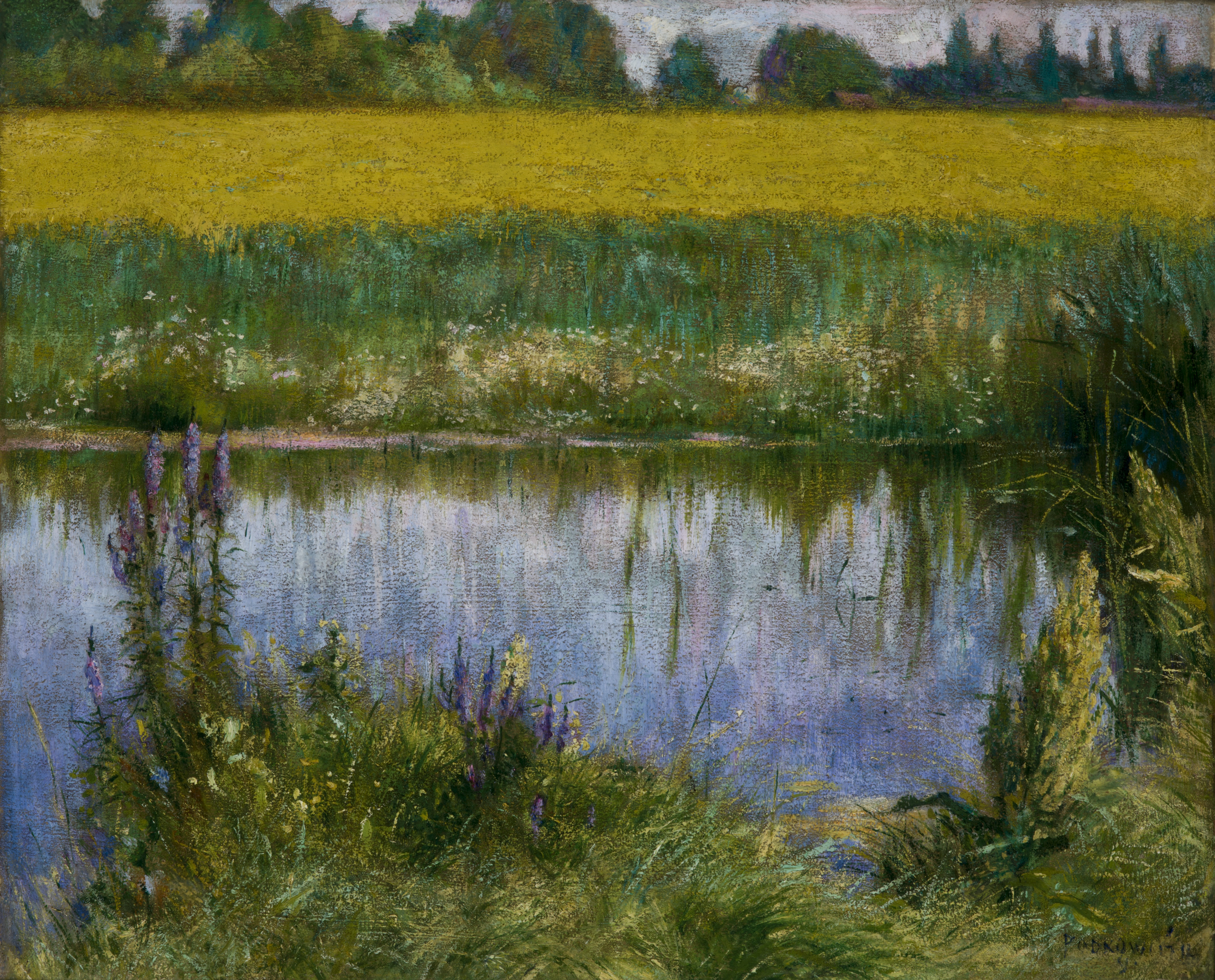
Pole łupinu, 1891, Muzeum Narodowe w Krakowie
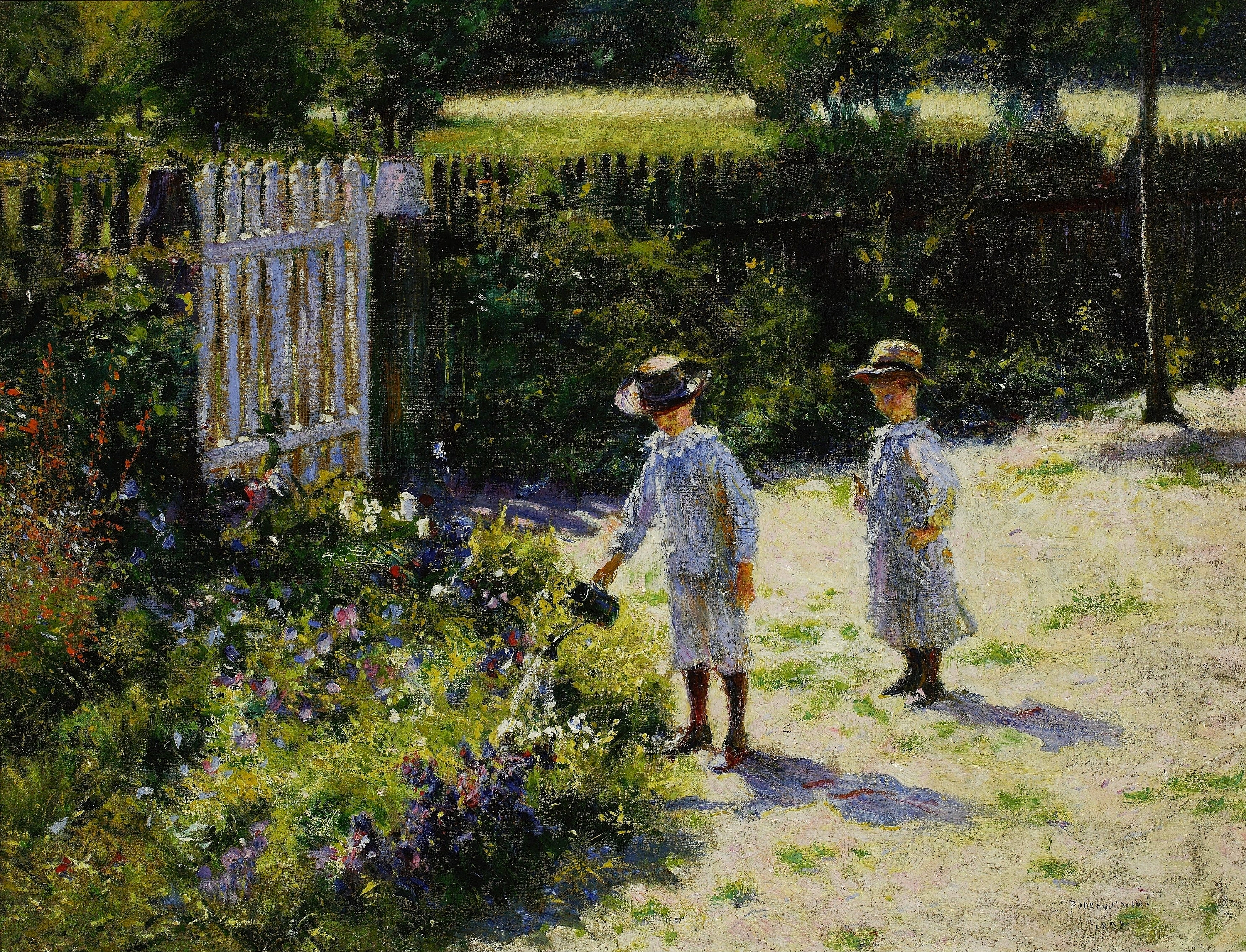
Dzieci w ogrodzie 1892, Muzeum Narodowe w Warszawie
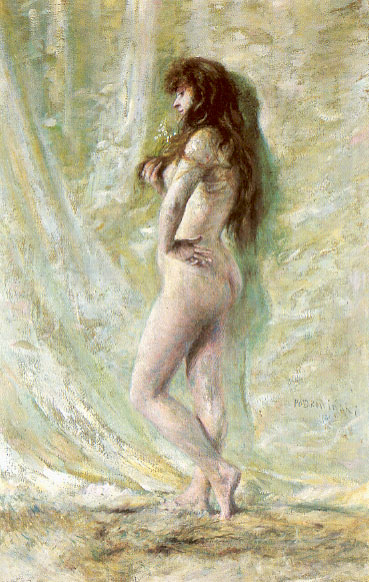
Konwalia 1892, Muzeum Narodowe w Krakowie
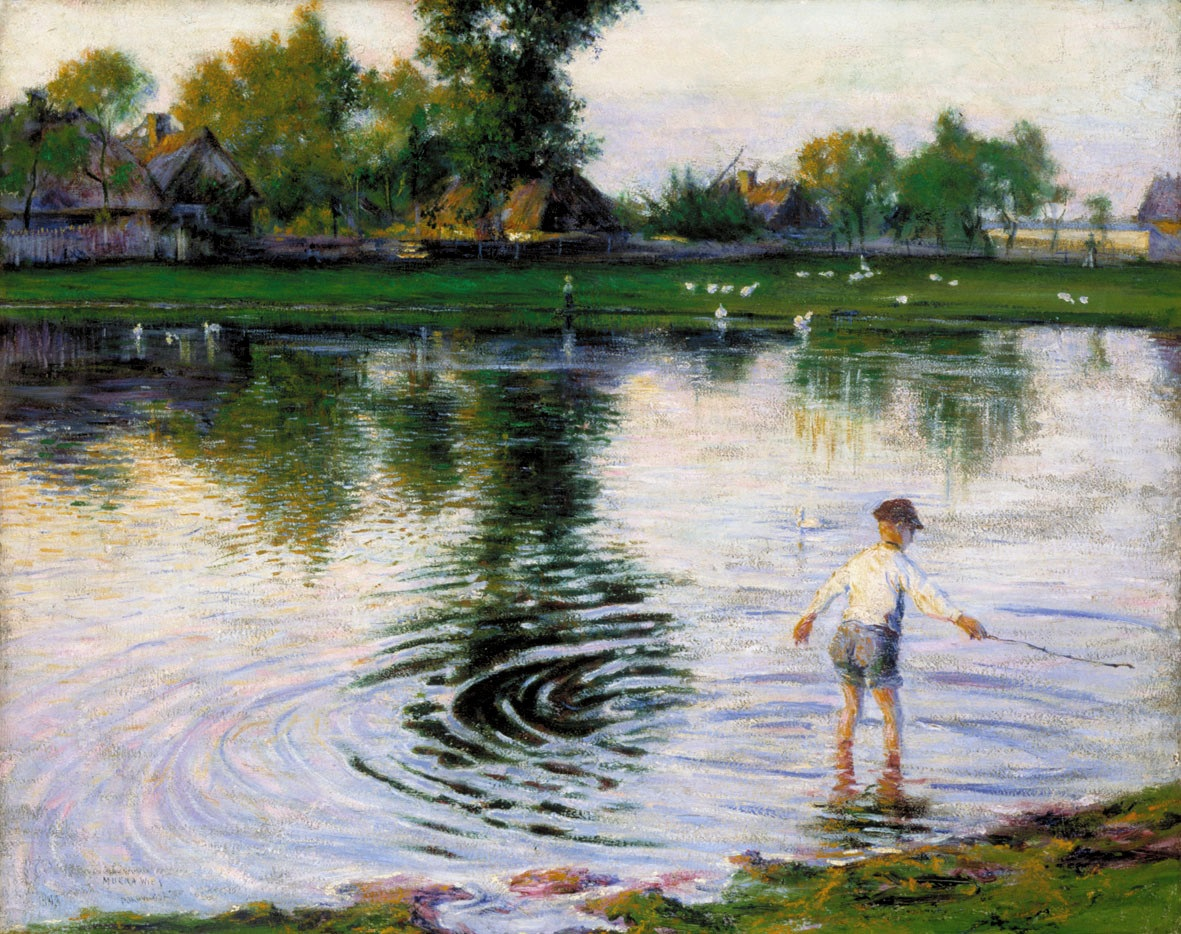
Mokra Wieś 1892, Muzeum Narodowe w Poznaniu
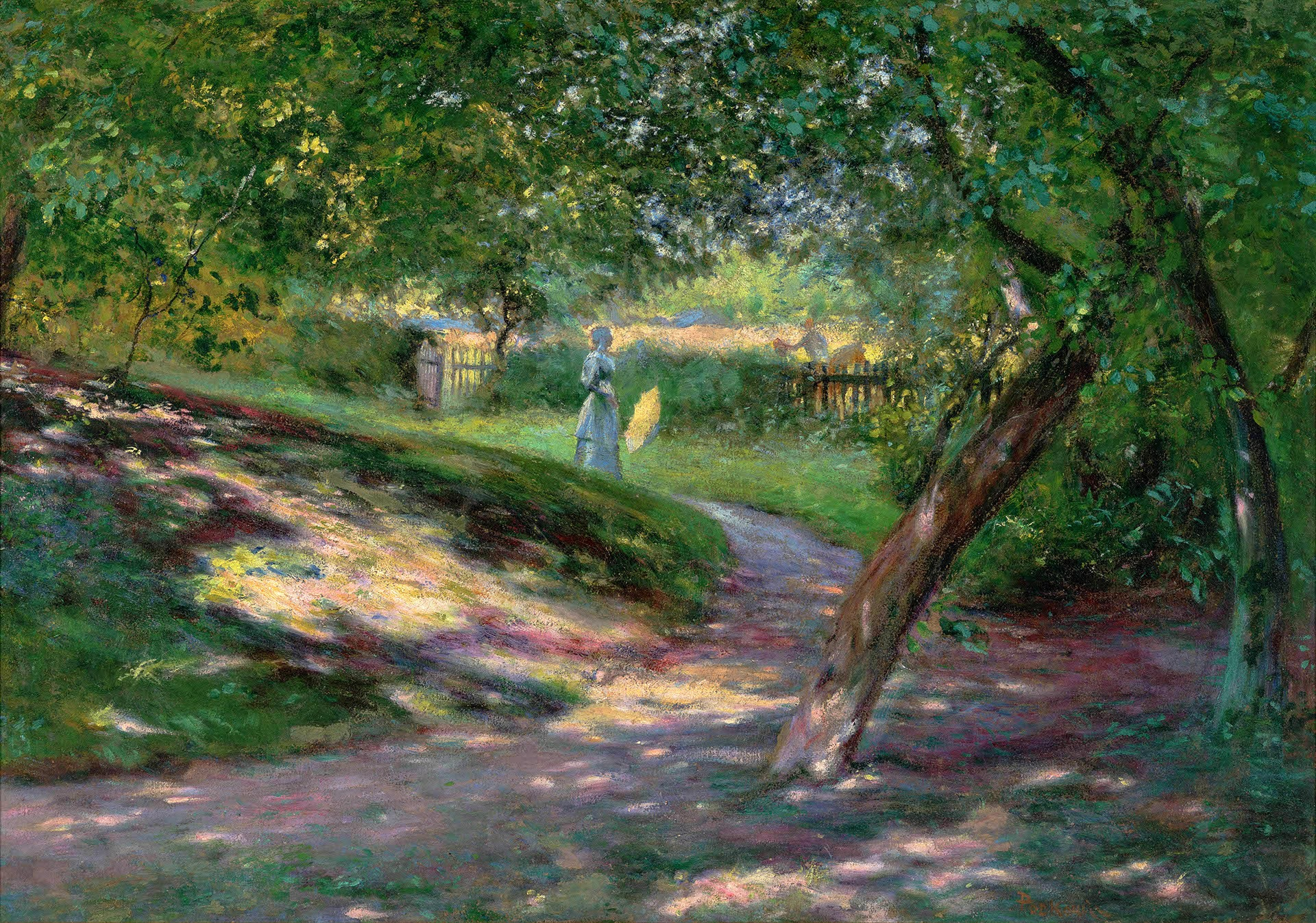
W ogrodzie (W parku) ok. 1892, Muzeum Śląskie w Katowicach
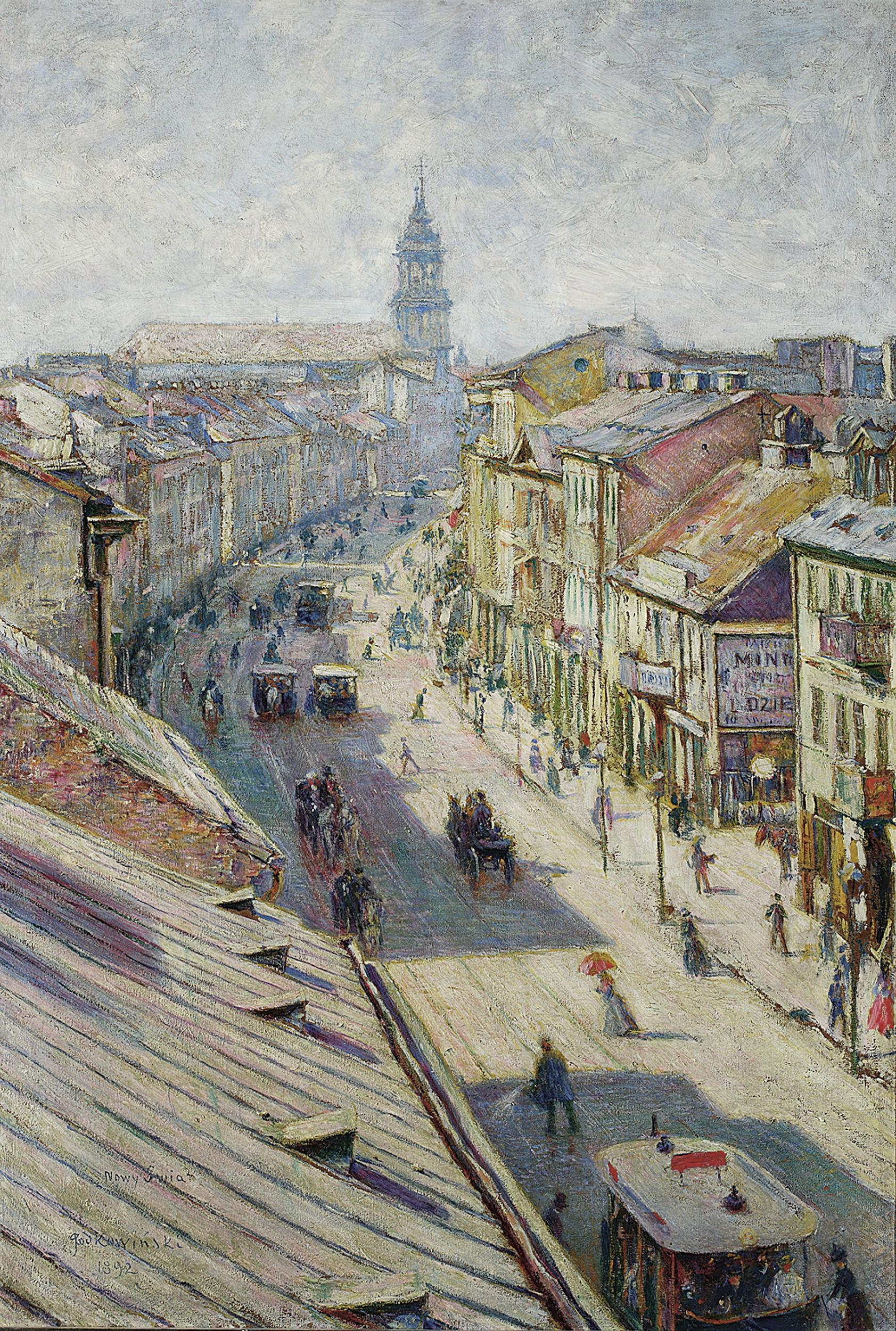
Ulica Nowy Świat w Warszawie w dzień letni 1892, Muzeum Narodowe w Warszawie
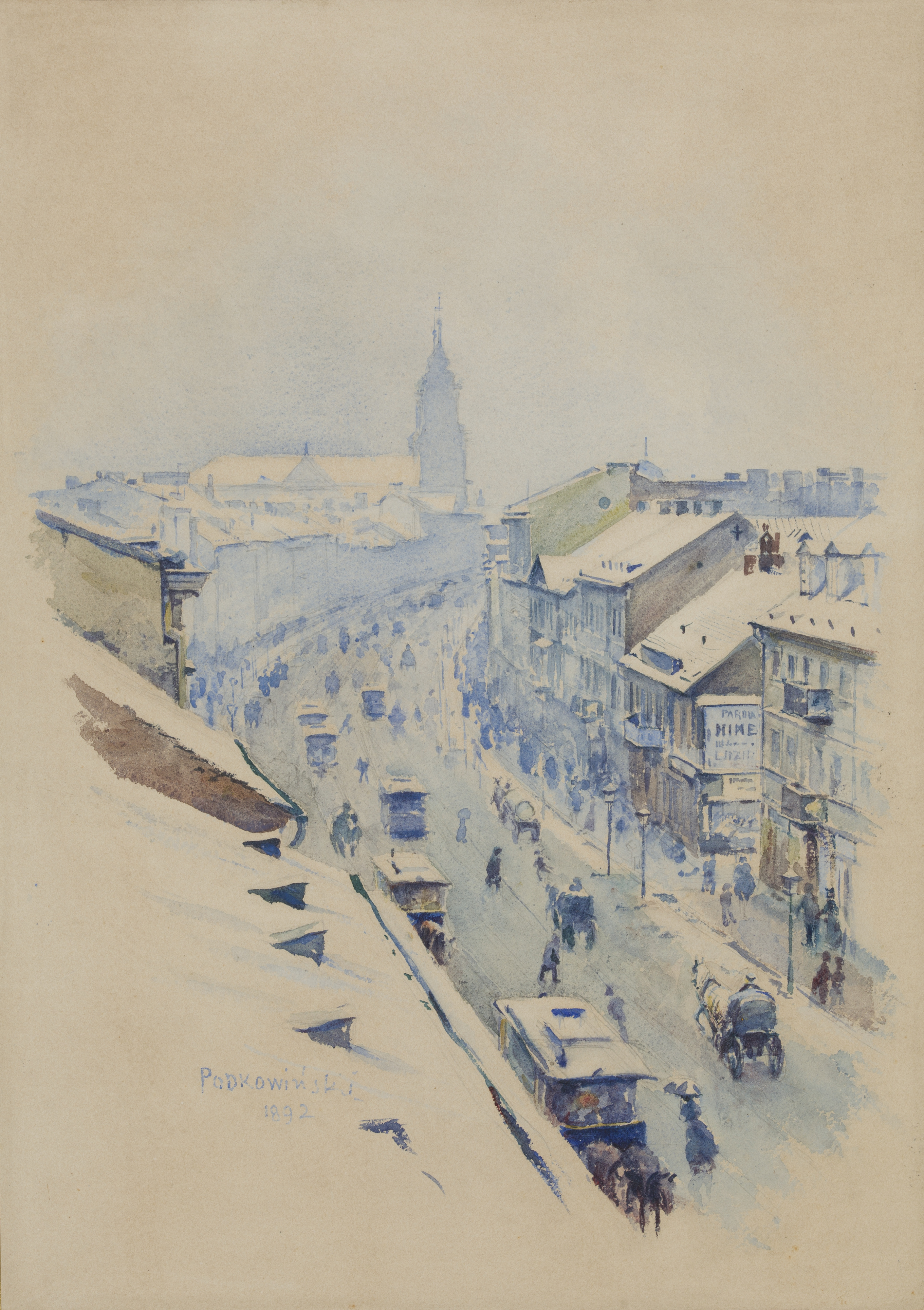
Widok na Nowy Świat w Warszawie zimą, 1892, Muzeum Narodowe w Krakowie
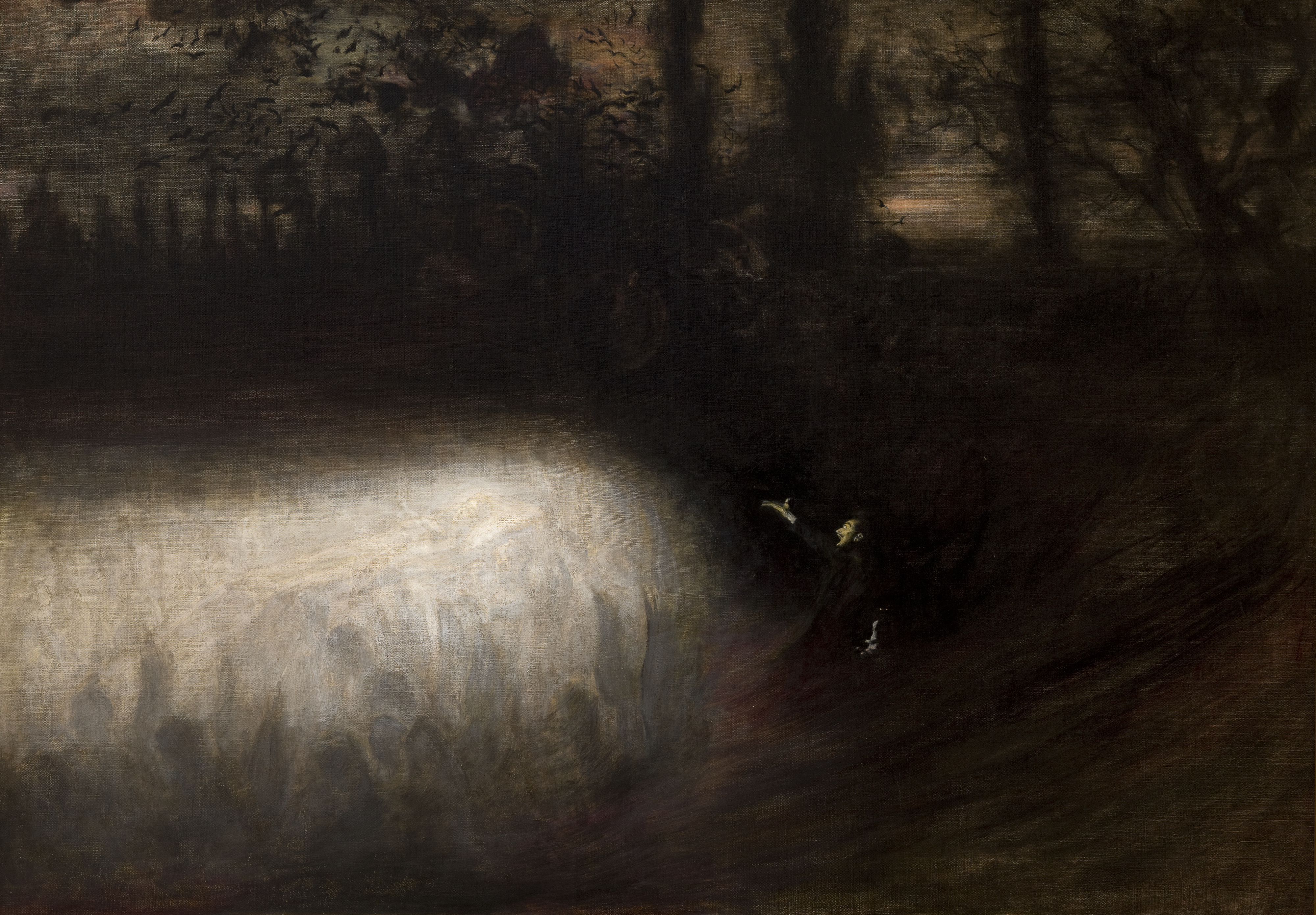
Marsz żałobny, 1894, Muzeum Narodowe w Krakowie